# 韋斯特福克鎮區 (愛荷華州富蘭克林縣)
韋斯特福克鎮區是美國愛荷華州富蘭克林縣的16個鎮區之一。截至2010年美國人口普查，其人口為143，共77住房。

## 歷史
韋斯特福克鎮區於1868年成立。

## 地理
根據2010年美國人口普查，該鎮的總面積為36.65平方英里（94.9平方），其中土地面積36.65平方英里（94.9平方），水域面積為0平方英里（0平方）。